# Ronaldo (Fußballspieler, 1976)
Ronaldo [ʁoˈnawðu] (* 18. September 1976 in Rio de Janeiro; voller Name Ronaldo Luís Nazário de Lima) ist ein ehemaliger brasilianischer Fußballspieler und heutiger Funktionär, der seit 2005 auch die spanische Staatsbürgerschaft besitzt.
Der Mittelstürmer debütierte 1993 als 16-Jähriger für die Profimannschaft von Cruzeiro Belo Horizonte und wechselte 1994 mit 17 Jahren nach Europa. Nach zwei Spielzeiten in den Niederlanden bei der PSV Eindhoven wechselte Ronaldo 1996 nach Spanien zum FC Barcelona und wurde im selben Jahr erstmals FIFA-Weltfußballer des Jahres. Er war der jüngste, der je diesen Preis erhielt. Nach einer Spielzeit, in der er Torschützenkönig der Primera División wurde sowie den Europapokal der Pokalsieger gewann, wechselte er nach Italien zu Inter Mailand und wurde 1997 erneut FIFA-Weltfußballer und wurde mit dem Ballon d’Or als „Europas Fußballer des Jahres“ ausgezeichnet. Mit Inter gewann Ronaldo 1998 den UEFA-Cup und bekam von der italienischen Presse seinen Spitznamen Il Fenomeno (Das Phänomen).
Von 1998 bis 2002 musste er mehrere schwere Knieverletzungen ertragen und konnte nur einen Bruchteil der Pflichtspiele absolvieren. Nachdem er sich bei der Weltmeisterschaft 2002 ohne viel Spielpraxis wieder als einer der weltbesten Spieler präsentiert und Brasilien als Torschützenkönig zum Titel geführt hatte, folgten der Wechsel nach Spanien zu den Galaktischen von Real Madrid und die drittmalige Auszeichnung zum FIFA-Weltfußballer sowie die zweite Ehrung mit dem Ballon d’Or. Mit den Königlichen gewann Ronaldo zwar u. a. 2002 den Weltpokal sowie 2003 die spanische Meisterschaft und konnte insbesondere in den ersten drei Jahren wieder an alte Leistungen anknüpfen (2004 als Torschützenkönig der Primera División), die großen internationalen Titel – insbesondere der Gewinn der Champions League – blieben allerdings aus. Nachdem Ronaldo ab der Saison 2005/06 wieder mit Verletzungen sowie einer Erkrankung der Schilddrüse, die zu einer Gewichtszunahme führte, zu kämpfen hatte, kehrte er im Januar 2007 mit 30 Jahren nach Mailand zurück und schloss sich Inters Stadtrivalen AC Mailand an. Nach eineinhalb verletzungsgeplagten Jahren verließ Ronaldo Milan und ließ nach einem halben Jahr Vereinslosigkeit ab Januar 2009 seine Karriere in der Heimat bei Corinthians São Paulo ausklingen.
Ab 1994 spielte Ronaldo, der in Brasilien auch Ronaldo Fenômeno genannt wird, 98-mal für die brasilianische Nationalmannschaft und erzielte 62 Tore, womit er hinter Pelé (77) und Neymar (79) der drittbeste Torschütze der Seleção ist. Bei der Weltmeisterschaft 1994, seinem ersten großen Turnier, wurde er mit 17 Jahren erstmals Weltmeister, blieb im Sturm hinter Bebeto und Romário jedoch ohne Einsatz. Bei der Weltmeisterschaft 1998 erzielte Ronaldo vier Tore und wurde als bester Spieler ausgezeichnet, seine Mannschaft unterlag im Finale, vor dem er unter bis heute ungeklärten Umständen erkrankte und dennoch spielte, jedoch deutlich dem Gastgeber Frankreich. Bei der Weltmeisterschaft 2002 führte Ronaldo die Seleção mit acht Toren – darunter zwei im Finale gegen Deutschland – zum Titelgewinn und wurde Torschützenkönig. Es war sein drittes WM-Finale in Folge. Bei der Weltmeisterschaft 2006, die für Brasilien im Viertelfinale endete, erzielte er drei Tore und wurde vor Gerd Müller (14) mit 15 Toren zum WM-Rekordtorschützen, ehe ihn Miroslav Klose (16) bei der Weltmeisterschaft 2014 ablöste. Neben zwei Weltmeisterschaften gewann Ronaldo 1997 und 1999 die Copa América sowie 1997 den Confed Cup. Nach der Weltmeisterschaft 2006 wurde er nicht mehr in die Seleção berufen. Nachdem Ronaldo seine Karriere 2011 beendet hatte, bekam er – fünf Jahre nach seinem letzten Länderspieleinsatz – während eines Testspiels einen rund 15-minütigen Einsatz zum Abschied.

## Jugend
Ronaldo Luís Nazário de Lima wurde am 18. September 1976 als dritter Sohn von Nélio Nazário de Lima und Sônia dos Santos Barata geboren. Die Familie lebte in Bento Ribeiro, einem Stadtteil im Norden der Metropole Rio de Janeiro und gehörte zur unteren Mittelschicht. Seine Eltern arbeiteten für eine brasilianische Telefongesellschaft und sorgten durch ihr Einkommen dafür, dass ihre Kinder eine Privatschule besuchen konnten. Ronaldo spielte zunächst Futsal beim ortsansässigen Clube Valqueire. Zunächst versuchte er sich als Torhüter, wechselte aufgrund mangelnder Einsatzzeiten dann in den Sturm. Mit 13 Jahren schloss er sich dem Futsal-Club Social Ramos Club Bento Ribeiro an. Zwei Jahre später wechselte er in die Jugendabteilung von São Cristóvão FR und spielte ab da auf Großfeld.

## Karriere als Spieler

### Vereinskarriere

#### Bis 1997: Anfänge in Brasilien und Aufstieg zum Superstar
Durch seine Leistungen empfahl sich Ronaldo einerseits für die brasilianische U-17-Nationalmannschaft und weckte andererseits das Interesse von Cruzeiro Belo Horizonte, wohin er 1993 wechselte. Bereits drei Monate nach seinem Wechsel, am 25. Mai 1993, debütierte Ronaldo für Cruzeiro im Meisterschaftsspiel gegen AA Caldense. Er war diesem Zeitpunkt 16 Jahre alt. Kurze Zeit später gewann er mit Cruzeiro die Copa do Brasil, wurde jedoch in den Endspielen gegen Grêmio Porto Alegre nicht eingesetzt. Der neue Trainer Carlos Alberto Silva machte Ronaldo zum Stammspieler und der antrittsschnelle Nachwuchsstürmer erzielte in der Regionalmeisterschaft Campeonato Mineiro 22 Tore. In der Meisterschaftsrunde gelangen ihm zwölf Tore in 14 Spielen, wobei Ronaldo mit einem Fünferpack am 7. November 1993 gegen EC Bahia erstmals landesweite Aufmerksamkeit erregte.
Nachdem er 1994 sein Länderspieldebüt in der brasilianischen Nationalmannschaft gegeben und im selben Jahr an der Weltmeisterschaft in den USA teilgenommen hatte, wurden europäische Vereine auf ihn aufmerksam. Obwohl sich darunter auch die beiden italienischen Spitzenklubs Juventus Turin und AC Mailand befanden, wechselte er auf Anraten seines Nationalmannschaftskollegen Romário für 9,5 Millionen D-Mark (umgerechnet 4,9 Millionen Euro) zum niederländischen Topverein PSV Eindhoven. Dies war damals die höchste Summe, die jemals für einen brasilianischen Spieler gezahlt wurde.
Für Eindhoven spielte Ronaldo von 1994 bis 1996 und avancierte dort mit 54 Toren in 57 Pflichtspielen zu einem sehr begehrten Stürmer. Folgerichtig wurde er für viele europäische Spitzenvereine interessant und wechselte schließlich 1996 für 30 Millionen DM (15 Millionen Euro) zum FC Barcelona in die spanische Primera División. Auch wenn es ihn nur ein Jahr bei den Katalanen hielt, war er dort sehr erfolgreich und kündigte mit 47 Toren in 49 Pflichtspielen eine Weltkarriere an. Trainer Bobby Robson hatte sein 4-2-3-1-Spielsystem auf Ronaldo als einzigen Mittelstürmer zugeschnitten, der durch die Außenbahnspieler Luis Enrique und Luis Figo unterstützt wurde. Im Finale des Europapokals der Pokalsieger erzielte Ronaldo das entscheidende 1:0 gegen den Titelverteidiger Paris Saint-Germain und er wurde mit 34 Treffern Torschützenkönig (Pichichi-Trophäe) der Saison 1996/97. In der Liga musste sich Barcelona mit der Vize-Meisterschaft begnügen, gewann jedoch mit der Copa del Rey den nationalen Pokal (3:2 gegen Betis Sevilla). Während dieser Zeit wurde Ronaldo zweimal (1996 und 1997) zum FIFA-Weltfußballer des Jahres gewählt und einmal (1997) mit dem Ballon d’Or als „Europas Fußballer des Jahres“ ausgezeichnet – in beiden Fällen jeweils als jüngster Spieler aller Zeiten, dem die jeweilige Auszeichnung verliehen wurde.

#### 1997–2002: Verletzungssorgen

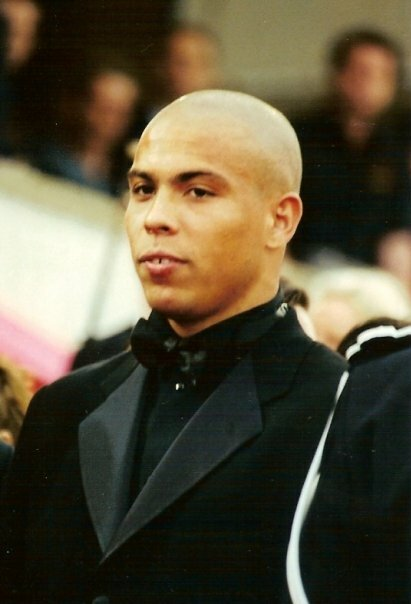
Ronaldo bei den Internationalen Filmfestspielen von Cannes (1999)

Zur Saison 1997/98 zog es Ronaldo zum italienischen Traditionsverein Inter Mailand. Inters Präsident Massimo Moratti wollte mit Ronaldos Verpflichtung die nationale Dominanz von Juventus Turin und der AC Mailand brechen und strebte den ersten Meistertitel seit 1989 an. Dies war ihnen die Ablösesumme von umgerechnet 50 Millionen DM wert – eine der damals höchsten Transfersummen weltweit. Anfangs der Saison konnte das mit vielen Stars (neben Ronaldo liefen u. a. Youri Djorkaeff, Diego Simeone oder Iván Zamorano auf) bestückte Team auch mit Juventus mithalten, verlor dann aber immer mehr den Anschluss, sodass am Ende der Saison „nur“ die Vize-Meisterschaft sowie der Sieg im UEFA-Cup erreicht wurden. Ronaldo selbst wurde Zweiter der Torschützenliste hinter Oliver Bierhoff, nachdem er zuvor in allen Ligen, in denen er bis dahin gespielt hatte, auf Anhieb Torschützenkönig gewesen war. Von der italienischen Presse bekam er den Spitznamen Il Fenomeno (deutsch Das Phänomen, portugiesisch O Fenômeno).
Die Folgesaison verlief für Inter katastrophal. In der Meisterschaft erreichte man nur Platz acht und qualifizierte sich nicht einmal für den Europapokal. Ronaldo hatte in dieser Saison das erste Mal mit kleineren Verletzungen zu kämpfen und bestritt daher nur 19 Spiele, in denen er immerhin 14 Tore schoss. 1999/2000 setzte sich sein Verletzungspech fort, als er sich im November 1999 das rechte Knie schwer verletzte und bei seinem Comeback vier Monate später nach gerade einmal sechs Minuten erneut vor Schmerzen die Partie abbrechen musste. Wieder waren im rechten Knie die Bänder gerissen. Zwischenzeitlich musste an der Fortsetzung seiner noch jungen Karriere gezweifelt werden.
Nach 17 Monaten Rehabilitation gab er am 20. September 2001 im UEFA-Cup gegen den rumänischen Klub FC Brașov ein erneutes Comeback. Mit der Unterstützung Ronaldos in der Rückrunde der Saison 2001/02 (er erzielte in zehn Spielen sieben Treffer) behielt Inter bis zum letzten Spieltag die Chance auf den Gewinn der Meisterschaft. Durch ein 2:4 am letzten Spieltag gegen Lazio Rom verlor Inter den ersten Tabellenplatz jedoch noch an Juventus Turin.

#### 2002–2007: Real Madrid

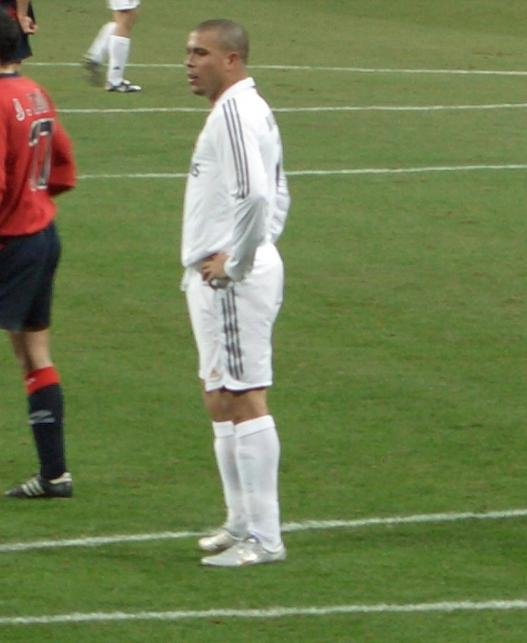
Ronaldo bei Real Madrid

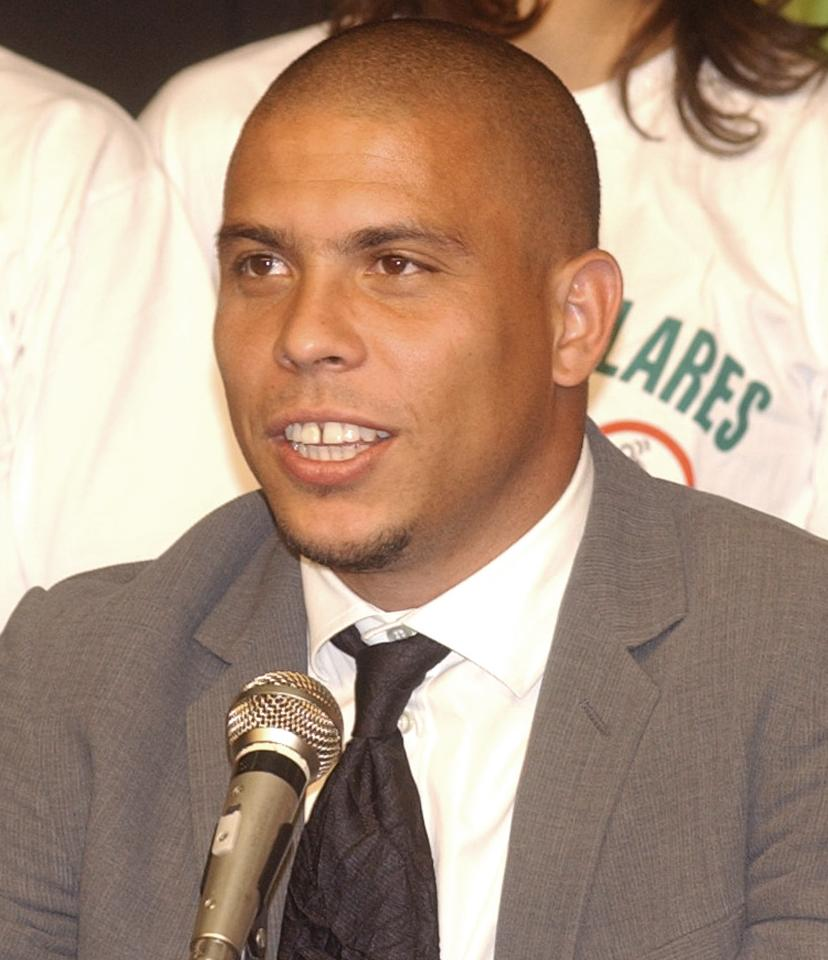
Ronaldo (2005)

Obwohl er sich bei der WM wieder als einer der weltbesten Spieler präsentiert hatte, sorgte Ronaldo kurz nach seiner Rückkehr für Enttäuschung bei den Anhängern von Inter Mailand: Das mit Stars gespickte Real Madrid wollte nach Luís Figo (2000) und Zinédine Zidane (2001) den nächsten Superstar verpflichten und löste Ronaldo für 45 Millionen Euro aus seinem Vertrag bei Inter. Damit wurde Ronaldo Teil der von Vereinspräsident Florentino Pérez zusammengestellten Ausnahme-Mannschaft Los Galacticos um Figo, Zidane, Roberto Carlos, Iker Casillas und Raúl.
Ronaldos erste Saison mit den Königlichen verlief sehr erfolgreich und er gewann zunächst den Weltpokal, wobei er einen Treffer zum 2:0-Sieg beisteuerte. Real wurde 2002/03 zum 29. Mal spanischer Meister und Ronaldo war der treffsicherste Spieler seines Vereins (23 Ligatore) und wurde nur durch Roy Makaay übertroffen. Ronaldo wurde sowohl zum Welt- als auch zu Europas Fußballer des Jahres gewählt. Im darauffolgenden Jahr 2003/04 konnte er nach 1997 zum zweiten Mal die Pichichi-Trophäe als spanischer Torschützenkönig gewinnen (24 Tore). Real dagegen gewann nach der Entlassung von Trainer Vicente del Bosque weder in diesem noch den beiden folgenden Jahren einen Titel. Trotz der Vielzahl an Superstars fehlte der Mannschaft die defensive Balance und sie geriet in eine Krise, zumal zeitgleich der große Rivale aus Barcelona sowohl in der spanischen Liga als auch in der Champions League triumphieren konnte.
Ab der Saison 2006/07 konnte sich der Brasilianer im Verein nicht mehr richtig durchsetzen und blieb 215 Tage ohne Torerfolg in der Liga. Der neue Trainer Fabio Capello sortierte Ronaldo aus und setzte stattdessen auf den Neuzugang Ruud van Nistelrooy. Zusätzlich plagten den formschwachen Stürmer erneut Verletzungssorgen.

#### 2007–2008: AC Mailand
Ende Januar 2007 entschloss sich der 30-jährige Ronaldo zu einem Wechsel zurück nach Mailand in die italienische Serie A. Jedoch heuerte er dieses Mal nicht bei Inter, sondern beim Lokalrivalen AC Mailand an – womit er sich bei den „Interisti“ weiter in Misskredit brachte. Bei „Milan“ bekam er wieder mehr Spielpraxis und konnte erneut Torerfolge feiern. Am Champions-League-Sieg der Mailänder war er jedoch nicht aktiv beteiligt. Ihm fehlte die Spielberechtigung, da er bereits für Madrid in der Champions League zum Einsatz gekommen war.
Die Saison 2007/08 begann für Ronaldo mit einem Rückschlag. Nachdem er sich im Juli 2007 eine Oberschenkelverletzung zugezogen hatte, folgte beim Comeback-Versuch eine Wadenverletzung, sodass er seinem Verein insgesamt ein halbes Jahr nicht zur Verfügung stand. Daraufhin wurde er mit einem Wechsel zu Fenerbahçe Istanbul bzw. Flamengo Rio de Janeiro in Verbindung gebracht. Zudem geriet er auch in Dopingverdacht aufgrund einer Bluttransfusion zur schnelleren Genesung seines Oberschenkels. Trotzdem konnte er bei seinem Comeback am 13. Januar 2008 überzeugen, als er im Ligaspiel gegen die SSC Neapel zweimal traf und ein weiteres Tor vorbereitete.
Das Comeback dauerte jedoch nur einen Monat, denn am 13. Februar 2008 verletzte Ronaldo sich erneut schwer, als ihm im Ligaspiel gegen AS Livorno die Patellasehne im linken Knie vollständig riss. Die behandelnden Ärzte prognostizierten eine Heilung bis frühestens November 2008. Parallel dazu wurden neue Dopingverdächtigungen gegenüber ihm bzw. seinen früheren Vereinen geäußert. So sollen laut Aussage seines ehemaligen Trainers bei Cruzeiro Belo Horizonte, Nelinho, sowie des Koordinators des Antidopingausschusses des brasilianischen Fußballverbandes, Bernardino Santi, ihm während seiner Zeit beim PSV Eindhoven Anabolika zum Muskelwachstum verabreicht worden sein. Diese Behandlungen seien auch der Hauptgrund für Ronaldos Verletzungsanfälligkeit.

#### 2008–2011: Rückkehr nach Brasilien und Rücktritt

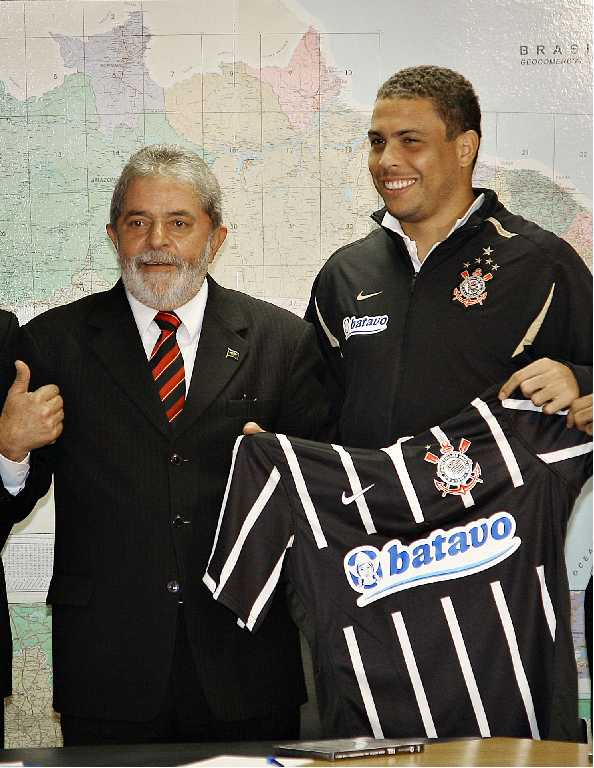
Ronaldo (rechts) bei seiner Rückkehr nach Brasilien neben Präsident Lula da Silva.

Der AC Mailand verlängerte daraufhin Ronaldos laufenden Vertrag nicht mehr, so dass er zum 1. Juli 2008 vereinslos wurde. Nachdem er zurück nach Rio de Janeiro gegangen war, um dort sein Rehabilitations-Training zu absolvieren, unterschrieb Ronaldo im Dezember 2008 einen Einjahresvertrag beim brasilianischen Verein Corinthians São Paulo. Mit Corinthians gewann er auf Anhieb die Staatsmeisterschaft von São Paulo („Paulista“) sowie die Copa do Brasil, den brasilianischen Pokalwettbewerb. Er selbst war mit acht Toren in zehn Spielen (Staatsmeisterschaft) bzw. drei Toren in acht Spielen (Pokal) an den Titelgewinnen beteiligt. In der brasilianischen Série A erreichte Corinthians als Aufsteiger den zehnten Rang, qualifizierte sich aber durch den Pokalgewinn für die Copa Libertadores. Ronaldo wurde in 20 Ligapartien eingesetzt und erzielte zwölf Treffer.
Im Folgejahr konnte Corinthians die Paulista nicht verteidigen und wurde nur Sechster; Ronaldo schoss drei Tore in neun Spielen. Auch der brasilianische Pokal wurde nicht verteidigt, allerdings weil das Team an der Copa Libertadores teilnahm und damit nicht für den Pokal gemeldet war. Dort kam man bis ins Achtelfinale und schied gegen den brasilianischen Konkurrenten Flamengo aus. Ronaldo schoss drei Tore in sieben Spielen.
Am 14. Februar 2011 trat Ronaldo mit sofortiger Wirkung vom professionellen Fußball zurück. Dabei erklärte er erneut die Umstände seiner Gewichtszunahme und des damit verbundenen Leistungsabfalls in den vorherigen Jahren: Bei ihm sei 2007 eine Unterfunktion der Schilddrüse diagnostiziert worden; dabei entsteht eine Hypothyreose (Unterversorgung mit Schilddrüsenhormonen), und der Stoffwechsel im Körper ist verlangsamt (oft einschl. Gewichtszunahme), was üblicherweise medikamentös mit Schilddrüsenhormonen behandelt wird. Eine medikamentöse Behandlung sei – anders als 2007 angekündigt – aufgrund der Dopingbestimmungen nicht möglich gewesen; näher erklärte Ronaldo die Problematik nach einheitlichen Medienangaben nicht. Die Behandlung einer Hypothyreose ist von den Anti-Doping-Regeln nicht untersagt, zumal eine leistungssteigernde Wirkung von Schilddrüsenhormongaben trotz vereinzelter Gegenmeinungen ohnehin nicht belegt ist (Stand 2013). Schilddrüsenhormone können zwar Testosteron-Werte beeinflussen, und der 2006/2007 des Dopings überführte Radrennfahrer Floyd Landis hatte unter anderem (erfolglos) versucht, seine unerlaubt hohen Testosteron-Werte durch seine Schilddrüsenbehandlung zu erklären; tatsächlich gibt es aber keine Nachweise dafür, dass eine Schilddrüsenhormon-Behandlung andere Werte tatsächlich so stark beeinflusst, dass es als Leistungssteigerung unter die Anti-Doping-Regeln fallen würde (s. o., Stand 2013).

### Nationalmannschaftskarriere

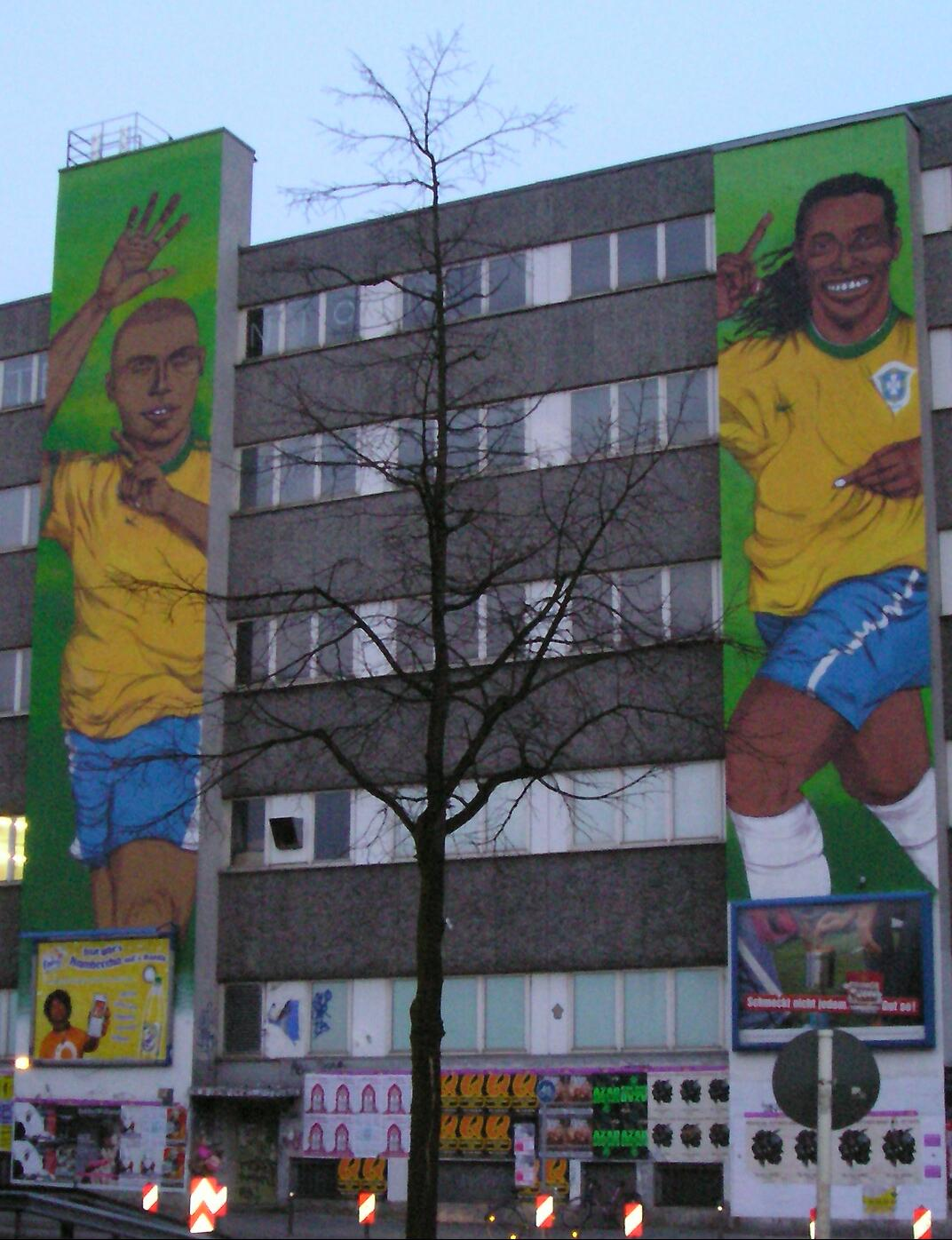
Fassadenbemalung mit Ronaldo (l.) & Ronaldinho im Trikot der Seleção am Anfang der Oberbaumbrücke in Berlin-Kreuzberg (2006)

Ronaldos Debüt als Auswahlspieler erlebte er in der U-17-Nationalmannschaft Brasiliens. Mit dieser nahm er 1993 an der U-17-Südamerikameisterschaft in Kolumbien teil und belegte den vierten Platz. Sein erstes Länderspiel in der A-Nationalmannschaft bestritt er am 23. März 1994 in einem Freundschaftsspiel gegen Argentinien. Am 4. Mai desselben Jahres erzielte er im Spiel gegen Island sein erstes Länderspieltor. Im selben Jahr – im Alter von nur 17 Jahren – stand er auch im Aufgebot der Nationalelf bei der Weltmeisterschaft in den USA. Er wurde dort in der Offensive um Bebeto und Romário jedoch nicht eingesetzt und hatte somit nur wenig Anteil am Gewinn des WM-Titels. Im folgenden Jahr kam Ronaldo noch nicht über die Rolle eines Ergänzungsspielers hinaus. So nahm er zwar mit der Nationalmannschaft am UMBRO-Cup – einem Freundschaftsturnier in England – teil, welches auch gewonnen wurde, bei der im selben Jahr stattfindenden Copa América bestritt er jedoch nur ein Spiel. Erst 1996 feierte er erste internationale Erfolge, als er beim olympischen Fußballturnier 1996 die Bronze-Medaille gewann und nach seinem Sturmpartner Bebeto sowie dem Argentinier Hernán Crespo drittbester Schütze des Turniers wurde.
Danach etablierte er sich als fester Bestandteil der Nationalelf. Im Jahr 1997 nahm er mit der Auswahl am Tournoi de France, der Copa América und dem Confederations Cup teil. Die beiden letztgenannten Turniere konnte das Team gewinnen. Ronaldo bildete zu dieser Zeit mit Romário ein sehr erfolgreiches Angriffsduo, welches auch als „Ro-Ro-Sturm“ bezeichnet wurde. Dieses Duo wurde jedoch im folgenden Jahr aufgelöst, als Romário sich kurz vor Beginn der WM 1998 in Frankreich verletzte; von Nationaltrainer Mário Zagallo wurde er daraufhin gegen seinen Willen aus dem Kader gestrichen. Trotzdem galt die brasilianische Mannschaft als Favorit für den Titelgewinn, scheiterte aber im Finale an den Gastgebern. Ronaldo, der diesmal wieder an der Seite Bebetos stürmte, erzielte vier Treffer. Im Endspiel zeigte er eine schwache Leistung, nachdem er am Tag des Finales unter bis heute nicht völlig geklärten Umständen aufgrund eines Anfalls hatte ins Krankenhaus eingeliefert werden müssen. Hinterher gaben viele Spieler und Experten die Unruhe um Ronaldo als Grund für die Niederlage an, da die Profis in ihrer Konzentration erheblich gestört wurden. Zudem hielten sich hartnäckige Gerüchte, dass Ronaldo eigentlich nie hätte spielen dürfen und lediglich auf Druck seines Sponsors zum Einsatz kam. Doch sowohl die Spieler als auch die Offiziellen schweigen meist bis heute zu diesem brisanten Thema und gaben keine wirkliche Auskunft, auch nicht vor einem offiziellen Untersuchungsausschuss. Dennoch wurde Ronaldo von den Medienvertretern zum wertvollsten Spieler der WM gekürt und erhielt den Goldenen Ball.

„Acht oder neun Stunden vor dem Finale hatte er im Hotel einen Schüttelkrampf. Eine schreckliche Szene, wir dachten, er würde sterben. (...) Es waren die Ärzte, die ihn untersucht, nichts festgestellt und ihm grünes Licht gegeben hatten. (...) In der Kabine ging es plötzlich wild zu, wir dachten, Ronaldo riskiert sein Leben - und hatten uns mit Edmundo vorbereitet. Ich würde nicht sagen, dass es Ronaldos Schuld ist, dass wir das Finale verloren haben. Aber aus emotionaler Sicht wären wir zu diesem Zeitpunkt stabiler gewesen, wenn Edmundo gespielt hätte. Wir waren nicht einmal bei 50 Prozent.“

Nach dem verlorenen WM-Finale legte Ronaldo zunächst eine fast einjährige Länderspielpause ein, bevor er bei der Copa América 1999 in die „Seleção“ zurückkehrte. Zusammen mit Rivaldo führte er Brasilien zum erneuten Titelgewinn. Wenige Monate danach zog er sich aber seine schwere Knieverletzung zu, sodass das Länderspiel gegen die Niederlande am 9. Oktober 1999 sein letztes für fast zweieinhalb Jahre wurde. Erst am 27. März 2002 kehrte Ronaldo in die Nationalmannschaft zurück und gehörte – trotz dieser langen Pause – sofort zum Kader für die WM 2002 in Japan und Südkorea. Bei dem Turnier feierte er eine überragende Rückkehr, wurde mit acht Treffern in sieben Spielen Torschützenkönig der Weltmeisterschaft und schoss im Finale gegen Deutschland seine Mannschaft mit zwei Toren zum Titel.
In den folgenden Jahren verzichtete er auf die Teilnahme bei größeren Nationalmannschaftsturnieren und gehörte daher auch nicht zum Kader der Brasilianer bei der Copa América 2004 sowie beim Confederations Cup 2003 und 2005. Sein letztes großes Turnier war die WM 2006 in Deutschland. Diese verlief für Brasilien enttäuschend. Die Mannschaft wirkte überaltert, ihre Leistungsträger und Stars überspielt. So schied das Team auch nach mäßigen Leistungen im Viertelfinale gegen Frankreich aus. Besonders Ronaldo traf teilweise heftige Kritik aufgrund seiner körperlichen Verfassung. So wurde ihm vorgeworfen, zu dick und zu langsam zu sein. Selbst der brasilianische Staatschef Luiz Inácio Lula da Silva erkundigte sich beim brasilianischen Nationaltrainer Carlos Alberto Parreira nach Ronaldos Fitnesszustand. Kurioserweise erzielte Ronaldo nach enttäuschendem Auftakt trotzdem noch in vier Spielen drei Tore und wurde dadurch acht Jahre lang zum alleinigen Rekordtorschützen aller Weltmeisterschaften, bis ihn Miroslav Klose bei der WM 2014 ablöste. Das Viertelfinalspiel gegen Frankreich sollte Ronaldos letzter Auftritt im brasilianischen Nationaltrikot für über vier Jahre bleiben.
Nachdem Ronaldo am 14. Februar 2011 seine Karriere beendet hatte, bekam er ein Abschiedsspiel mit der Seleção am 7. Juni 2011 gegen Rumänien. Bei dem Spiel, das im Estádio do Pacaembu in São Paulo ausgetragen wurde, wurde er in der 30. Minute eingewechselt und spielte bis zur Halbzeitpause zum letzten Mal für die Brasilianische Fußballnationalmannschaft. In der Pause verabschiedete er sich mit einer Ehrenrunde von den Zuschauern.

## Karriere als Klubeigentümer
Im September 2018 erwarb Ronaldo 51 Prozent der Anteile von Real Valladolid und wurde Präsident des Klubs.
Am 18. Dezember 2021 wurde bekannt, dass Ronaldo 90 % der Anteile des brasilianischen Klubs Cruzeiro EC, bei dem er 1993 seine Profilaufbahn startete, für 400 Millionen Real erworben hat. Im April 2024 verkaufte er seine Anteile wieder. Käufer war die BPW Sports Participações Ltda ein Unternehmen, welches dem brasilianischen Milliardär Pedro Lourenço gehört.

## Titel, Auszeichnungen und Rekorde

### Nationalmannschaft
- Weltmeister (2): 1994 (ohne Einsatz), 2002
- Copa-América-Sieger (2): 1997, 1999
- Confed-Cup-Sieger: 1997
- Olympische Bronzemedaille: 1996

### Verein
International
- Weltpokalsieger: 2002
- Europapokalsieger der Pokalsieger: 1997
- UEFA-Cup-Sieger: 1998
- UEFA-Super-Cup-Sieger (2): 2002 (Real Madrid, ohne Einsatz), 2007 (AC Mailand, ohne Einsatz)

Brasilien
- Brasilianischer Pokalsieger (2): 1993 (Cruzeiro Belo Horizonte), 2009 (Corinthians São Paulo)
- Staatsmeister von Minas Gerais: 1994
- Staatsmeister von São Paulo: 2009

Niederlande
- Niederländischer Pokalsieger: 1996

Spanien
- Spanischer Meister: 2003
- Spanischer Pokalsieger: 1997
- Spanischer Supercupsieger (2): 1996 (FC Barcelona), 2003 (Real Madrid)

### Auszeichnungen
- FIFA-Weltfußballer des Jahres (3): 1996, 1997, 2002
- Ballon d’Or („Europas Fußballer des Jahres“) (2): 1997, 2002
- Wahl in das Ballon d’Or Dream Team (2020)
- World Soccer Spieler des Jahres (3): 1997, 1998, 2002
- Bester Spieler der Copa América: 1997
- Bester ausländischer Spieler in der Primera División (Don Balón): 1997
- Bester ausländischer Spieler in der Primera División (El País): 1997
- Goldener Ball der Weltmeisterschaft: 1998
- All-Star-Team der Weltmeisterschaft (2): 1998, 2002
- UEFA-Spieler des Jahres: 1998
- UEFA-Stürmer des Jahres: 1998
- Italiens Fußballer des Jahres: 1998
- Bester ausländischer Spieler der Serie A: 1998
- UEFA Team of the Year: 2002
- Laureus World Sports Awards: Comeback des Jahres 2003
- FIFA 100: 2004
- Torschützenkönig (7):
  - 1996 in den Niederlanden
  - 1997 und 2004 in Spanien
  - 1997 Europas Torschützenkönig
  - 1997 Welttorjäger
  - 1999 bei der Copa América
  - 2002 Goldener Schuh der Weltmeisterschaft

### Rekorde
- brasilianischer Rekordtorschütze bei Fußball-Weltmeisterschaften (15 Tore in 19 Spielen bei 3 Weltmeisterschaften)

## Familie und Persönliches

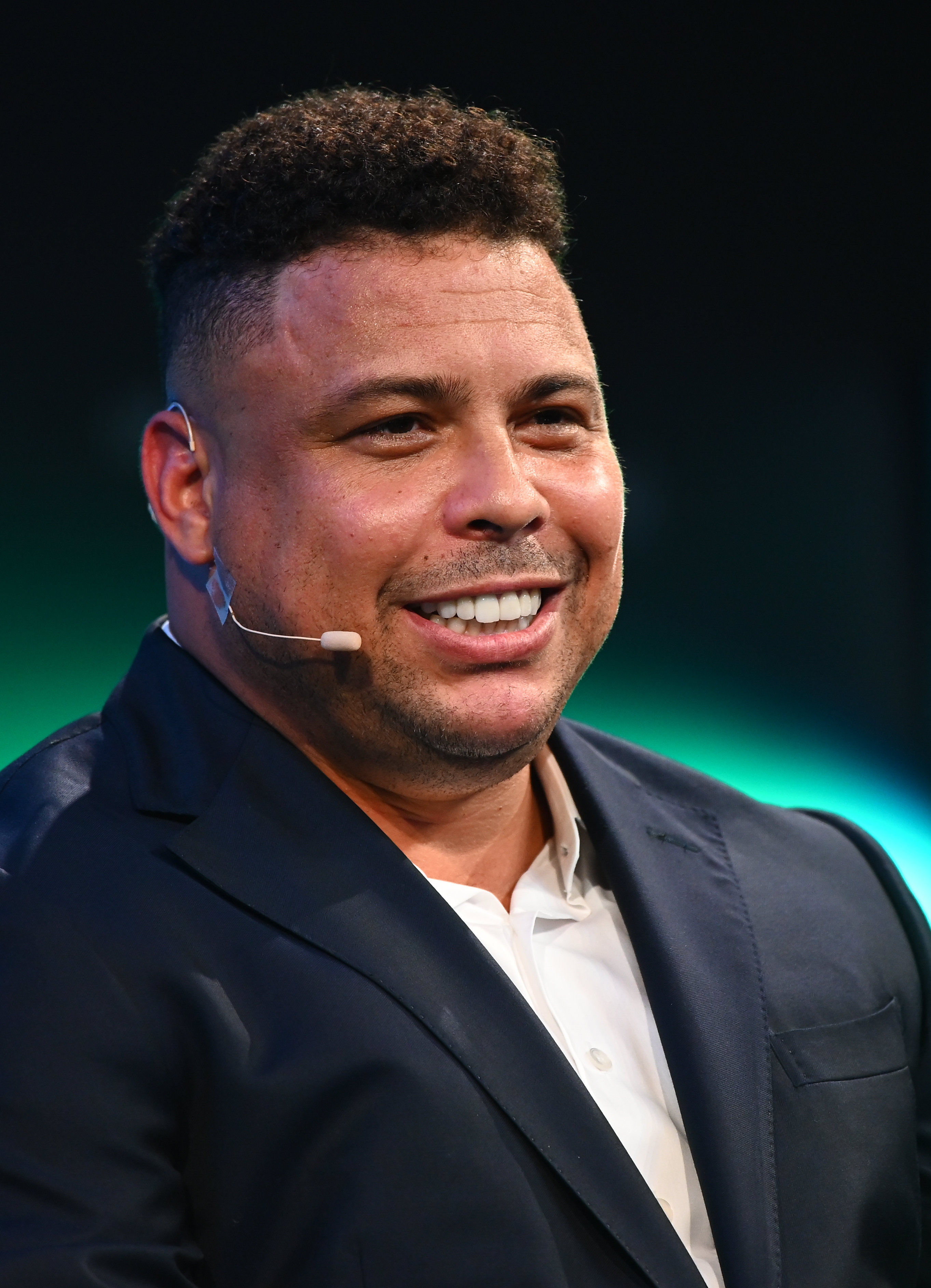
Ronaldo (2019)

Ronaldos Cousin Igor Nazário de Lima wurde im Dezember 2007 in Rio de Janeiro bei einem Anschlag auf eine Gruppe von Menschen getötet.
Ronaldo war von 1999 bis 2003 mit dem brasilianischen Model sowie Fußballspielerin Milene Domingues verheiratet. Aus der Ehe stammt sein am 6. April 2000 geborener Sohn Ronald. Danach war er mit dem brasilianischen Model Daniella Cicarelli verlobt, die nebenbei auch brasilianische MTV-Moderatorin war. Für die symbolische Trauung des Paares (eine offizielle Hochzeit wurde zu spät beantragt) wurde eigens ein Schloss gemietet und die gesamte Fußballmannschaft von Real Madrid eingeflogen. Die Ehe blieb kinderlos. Zwar wurde Daniella schwanger, erlitt aber im April 2005 im 3. Monat ihrer Schwangerschaft eine Fehlgeburt. Am 11. Mai 2005 gaben beide ihre Trennung bekannt. Danach war er eine Zeit mit dem brasilianischen Model Raica Oliveira liiert. Im Dezember 2008 wurde er zum zweiten Mal Vater. Seine Verlobte Maria Beatriz Antony brachte eine Tochter zur Welt. Im Dezember 2010 gab Ronaldo per Twitter bekannt, dass er Vater eines unehelichen Sohnes geworden ist. Die Mutter lernte Ronaldo in Tokio während der Weltmeisterschaft 2002 kennen und traf sie zwei Jahre später in Tokio. Sie lebt mit dem Kind in Singapur. Seit 2023 ist er mit dem Model Celina Locks verheiratet. Im selben Jahr wurde Ronaldo katholisch getauft.
Am 10. November 2005 legte Ronaldo den Eid auf die spanische Verfassung ab und besitzt seitdem neben der brasilianischen auch die spanische Staatsbürgerschaft.

## Sonstiges

### Name
Zu Anfang seiner Karriere wurde Ronaldo auch Ronaldinho („kleiner Ronaldo“) genannt, da zu dieser Zeit mit Ronaldo Rodrigues de Jesus bereits ein Ronaldo in der Nationalmannschaft spielte. Zur besseren Unterscheidung wurde de Jesus auch Ronaldão („großer Ronaldo“) genannt. Im Jahr 1999 absolvierte Ronaldo de Assis Moreira, ebenfalls als Ronaldinho bekannt, sein erstes Länderspiel, dieser wird in Brasilien zur Unterscheidung Ronaldinho Gaúcho genannt. Nach seiner Karriere wird Ronaldo zur Unterscheidung von Cristiano Ronaldo auch als der echte Ronaldo bezeichnet.

### Soziales Engagement
Seit 2003 richtet Ronaldo gemeinsam mit Zinédine Zidane für das Entwicklungsprogramm der Vereinten Nationen (UNDP) das Match Against Poverty aus.

### Politik
Ronaldo trat in der Vergangenheit als Unterstützer des rechtsgerichteten brasilianischen Präsidenten Jair Bolsonaro in Erscheinung.

## Trivia
- Ronaldo besitzt einen Werbevertrag auf Lebenszeit mit dem Sportartikel-Ausrüster Nike. Bereits mit 18 Jahren band er sich vertraglich für zunächst zehn Jahre an Nike, was ihm damals 28 Mio. Deutsche Mark brachte.[47]
- In der Folge Marge Online der 18. Simpsons-Staffel hat er einen Gastauftritt, den er selbst sprach.